# Veronica Antico
Pour les articles homonymes, voir Antico.
 (novembre 2016).
Si vous disposez d'ouvrages ou d'articles de référence ou si vous connaissez des sites web de qualité traitant du thème abordé ici, merci de compléter l'article en donnant les références utiles à sa vérifiabilité et en les liant à la section « Notes et références ».
Veronica Antico est une auteure-compositrice-interprète et comédienne franco-italienne, née à Montreuil le 21 septembre 1975.
Elle est la voix chantée d'Ange dans la version française de La Belle et le Clochard 2.

## Biographie
D’abord attirée par la danse classique, Veronica commence sa formation artistique à l’âge de 9 ans. Elle fréquente successivement le conservatoire Marius Petit Pas puis à l’école des enfants du spectacle et les studios Alice Dona.
Ses débuts sur les planches se font avec Michel Galabru dans La femme du Boulanger. S’ensuivent de nombreux téléfilms, séries télévisées, et voix pour Disney (La Belle et le Clochard 2, Kim possible...).
C’est son rôle de Fleur-de-Lys dans la comédie musicale Notre-Dame de Paris qui la révèle définitivement au grand public.
Elle signe chez M6 music/ Sony Music, un premier album pop Les portes du ciel arrangé par Franck Eulry. Elle fait les premières parties de Garou. Le manager du groupe Velvet Revolver l’incite à se rendre à Los Angeles pour travailler avec des arrangeurs et des musiciens de renoms.
Elle y fera de nombreux allers et retours pendant 1 an et demi.S’enchainent de nombreuses Collaborations ; Carmen Rizzo, Oliver Leiber. Le manager du groupe Muse, Safta Jaffrey se déplace de Londres à Paris pour la rencontrer et la voir se produire au Réservoir, et le courant passe tout de suite. Il lui propose de signer un contrat de publishing, dans sa compagnie TASTE MEDIA. Mais des problèmes de santé empêchent le projet d’aboutir. Elle rencontre Lanny Cordola à Los Angeles avec qui elle co-signe quelques titres de son nouvel EP.

## Discographie

### Albums
- 1995 : L'Affaire La Fontaine, Textes de Jean de La Fontaine sur des musiques de Roddy Julienne, Warner - WEA 63010940
- 2000 : Kim possible, BO du dessin animé
- 2002 : Les Portes du ciel, réalisé et arrangé par Franck Eulry, M6-Sony

### Singles
- J'perds le nord (Les Portes du ciel)
- Les Beaux Draps (Les Portes du ciel)

### Duos
- Même si, avec Francis Maggiulli, Sony-BMG

## Comédies musicales
- Le Mystérieux Voyage de Marie-Rose de Jean-Jacques Debout, 1984 : Une enfant
- Paul et Virginie de Jean-Jacques Debout, 1992 : Virginie
- Megalopolis de Herbert Pagani, 1998 : Julie
- Notre-Dame de Paris de Richard Cocciante et Luc Plamondon, 1999-2002, : Fleur-de-Lys
- Le Sel et le Miel : 2004

## Filmographie
- 1992 : Vertige de l'amour[Lequel ?]
- 1993 : Classe mannequin (série télévisée) épisode 75, Une sacrée nouvelle: Cathy
- 1996 : L'Instit (série télévisée), épisode 4-03, Demain dès l'aube, de François Velle : Irène
- 1996 : Des filles dans le vent : Stéphanie
- 1997 : Baby-sitter Blues (téléfilm) : Mme Durieux
- 1998 : Heureusement qu'on s'aime (téléfilm) : Jo
- 1998 : Deux mamans pour Noël (téléfilm)
- 1998 : Le Bahut (série télévisée), épisode La Fugue en mineure : Virginie
- 1999 : Aux frontières de la loi
- 2000 : L'Immortelle (Highlander: The Raven) (série télévisée), épisode The Ex-Files : Helena
- 2000 : Pierres et Prières (court métrage)
- 2003 : La Crim' (série télévisée)
- 2006 : Sous le soleil (série télévisée) : Camille